# Kravcenkove, Hluhiv
Kravcenkove (în ucraineană Кравченкове) este un sat în comuna Semenivka din raionul Hluhiv, regiunea Sumî, Ucraina.

## Demografie
Componența lingvistică a localității Kravcenkove
     Ucraineană (100%)
Conform recensământului din 2001, toată populația localității Kravcenkove era vorbitoare de ucraineană (100%).